# Praticagem no Brasil
No Brasil, a praticagem e a atuação dos práticos são reguladas pela Marinha. Eles são selecionados por meio de processo seletivo, e não por concurso público, pois no país a praticagem é uma atividade privada, não se tratando de cargo público. São 603 práticos atuando em 20 zonas de praticagem delimitadas pela Autoridade Marítima, sendo 14 deles mulheres. O órgão de representação nacional da atividade perante a Marinha é o Conselho Nacional de Praticagem, criado em 1975 e filiado à Associação Internacional de Práticos Marítimos (IMPA).

## História
- 1808 - Com a rubrica do Príncipe Regente D. João VI, entrou em vigor o Regimento para os Pilotos Práticos da Barra do Porto da Cidade do Rio de Janeiro, assinado pelo Visconde de Anadia, Secretário de Estado dos Negócios da Marinha e Domínios Ultramarinos. Foram implantados os primeiros Serviços de Praticagem organizados no Brasil, que apresentavam características que são preservadas até os dias atuais. Foi definida nítida vinculação dos Serviços de Praticagem com a livre circulação de mercadorias, através da Segurança da Navegação em águas restritas. Decorrente da necessidade gerada pela Abertura dos Portos, outorgada por Carta Régia de 28 de janeiro de 1808, foi reconhecida a demanda de "Pilotos Práticos desta Barra, capazes e com suficientes conhecimentos, que possam merecer a confiança dos Comandantes ou Mestres das embarcações que entrarem ou saírem deste Porto".[3]
- 1889 - Instituído Decreto que definia uma concepção abrangente e detalhada dos Serviços de Praticagem. Justifica a emissão deste Decreto, a importância dedicada ao assunto pelo Governo provisório, confirmando os pressupostos do Decreto de 1808, a vinculação da livre circulação das mercadorias com a competência do Estado para garantir a Segurança da Navegação em águas restritas, através da contribuição imprescindível dos serviços de Praticagem. É esta perspectiva que valoriza, nos seus devidos contornos, a vinculação dos Serviços de Praticagem com a Autoridade Marítima.[4]
- 1926 - Aprovado Decreto que reforça a subordinação dos Serviços de Praticagem à Autoridade Marítima, determinando que sejam executados em cada localidade de acordo com regulamentação própria estabelecida pela Diretoria de Portos e Costas.
- 1940 - Um novo Regulamento para as Capitanias dos Portos inclui toda a regulamentação dos Serviços de Praticagem, ao mesmo tempo em que dissolve as Associações de Práticos e cria as Corporações de Práticos, determinando que sua administração seja exercida por um Prático-Mor, um Prático Ajudante e um Tesoureiro, eleitos em reunião convocada e presidida pelo Capitão dos Portos, devendo seus atos serem sempre submetidos à aprovação do referido Capitão dos Portos. Classificados os Serviços de Praticagem como organizações de utilidade pública, de interesse da Segurança Nacional e da alçada do Ministério da Marinha, fica estabelecido que as Corporações de Práticos são subordinadas, técnica e administrativamente às respectivas Capitanias dos Portos.
- 1959 - Fica evidente a preocupação da Autoridade Marítima em dotar as Entidades de Praticagem com os recursos suficientes para que os Serviços de Praticagem fossem executados segundo parâmetros e desempenho que atendessem às necessidades da Segurança da Navegação.
- 1961 - Os Serviços de Praticagem passam a ser definidos no sentido estrito de ser o conjunto de atividades profissionais exercidas pelos Práticos, abandonando-se a ampla definição dos recursos humanos e materiais necessários para apoio da execução dessas atividades profissionais. Foram emitidas regras sobre administração dos recursos materiais e financeiros das Corporações, o que caracterizou a implantação da autogestão dos Práticos sobre as próprias infraestruturas de Praticagem. Nesse momento a execução da atividade passa para o regime privado, mas a natureza jurídica não deixa de ser pública, configurando-se como a prestação de um serviço público delegado ao particular.[5]

- 1986 - O Regulamento mantém a vinculação com a Autoridade Marítima, com as seguintes finalidades: fiscalização dos aspectos técnicos e profissionais do exercício da profissão; requisição de Práticos para atenderem às atividades de busca e salvamento marítimo; e cumprir rodízio de trabalho aprovado pelo Capitão dos Portos. Quanto a última finalidade, esta é a primeira vez em que tal dispositivo aparece na regulamentação dos Serviços de Praticagem. Admite, explicitamente, que os Práticos devem exercer a profissão através de uma Entidade de Praticagem "a fim de que seja assegurada a Praticagem, ininterruptamente a todos os navios, independentemente de tipo e porte bruto".[6]
- 1991 - Na vigência da autogestão dos Práticos, a Autoridade Marítima deixou de participar na administração da entidades de Praticagem. Este posicionamento da Autoridade Marítima não resultou em solução de continuidade para a infra-estrutura dos Serviços de Praticagem, cuja gestão desde 1959, vem sendo exercida exclusivamente pelos Práticos, sem que tenha sido regulamentada.
- 1997 - LESTA - Dispõe sobre a Segurança do Tráfego Aquaviário em águas sob jurisdição nacional e dá outras providências. A citada Lei apresenta um Capítulo específico sobre o Serviço de Praticagem definindo-o, textualmente, como de assessoria, balizando nitidamente o relacionamento Prático-Comandante do navio, resguardando ao último suas prerrogativas indissociáveis, sua autoridade e responsabilidades; impõe requisitos para formação dos Práticos, mediante exame e estágio de qualificação, limitando a sua inscrição em apenas uma ZP; condiciona a manutenção da habilitação do Prático à execução de um número mínimo de manobras e assegura a todo Prático o livre exercício do serviço. Classifica o Serviço da Praticagem como atividade essencial, impõe que esteja permanentemente disponível e estipula as formas de intervenção da Autoridade Marítima, que poderá estabelecer o número de Práticos para cada ZP, fixar o preço do serviço e requisitar o serviço de Práticos. Em função dessa essencialidade do serviço, obriga o Prático a atender o serviço sob pena de suspensão ou cancelamento de seu certificado de habilitação.[7]
- 1998 - RLESTA - Regulamenta a LESTA. No capítulo referente ao Serviço de Praticagem define a sua constituição, englobando o Prático, a lancha de prático e a atalaia. A remuneração do serviço abrange o emprego desses três elementos, devendo o preço ser livremente negociado entre as partes interessadas, seja para conjunto ou para cada elemento separadamente; na inexistência de acordo, a Autoridade Marítima fixará o preço, garantindo-se a disponibilidade da prestação do serviço.[8]
- 2000 - NORMAM 311 - Norma da Autoridade Marítima para o Serviço de Praticagem. Tem como propósito estabelecer diretrizes para o serviço de praticagem em águas jurisdicionais brasileiras (AJB). Compete ao Diretor de Portos e Costas (DPC), como Representante Nacional da Autoridade Marítima, regulamentar o Serviço de Praticagem, estabelecer as Zonas de Praticagem (ZP) em que a utilização do serviço é obrigatória ou facultativa e especificar as embarcações dispensadas do serviço.[9]
- 2024 - No dia 16 de janeiro, foi publicada, no Diário Oficial da União, a Lei 14.813 que atualiza a regulação da praticagem nos aspectos técnico e econômico. Critérios de segurança da navegação presentes na NORMAM-311 ganharam força de lei, como a escala de rodízio única de atendimento aos armadores. O preço continua livremente negociado entre armadores e praticagem. Porém, a Marinha poderá formar comissão para emitir parecer sobre o preço, consultando a Agência Nacional de Transportes Aquaviários (Antaq), nos casos excepcionais de provocação das partes, seja por defasagem de preço ou abuso de poder econômico.[10]

## Previdência social
É segurado obrigatório da previdência social como trabalhador avulso. (Art. 9º, VI, h, do Decreto nº 3.048, de 6 de maio de 1999.)

## Remuneração
Rendimentos do prático: por não ser empregado, o prático não possui salário. Também não recebe subsídios do Estado, já que não ocupa cargo na Administração Pública. Assim, o profissional da praticagem corre os riscos inerentes a qualquer atividade privada, não havendo garantia de rendimento nem submissão ao teto constitucional aplicado aos funcionários públicos. Os Armadores (grandes transportadores marítimos) são responsáveis por pagar pelos serviços da praticagem, ficando o Estado responsável por regulamentar a profissão, definir as regras de atuação e fiscalizar o exercício da atividade. Estima-se que os recebimentos mensais podem chegar a R$ 200.000,00 nos grandes pontos da costa brasileira cujo tráfego de embarcação é maior, mas o reais valores são desconhecidos, uma vez que os práticos não são obrigados a divulgar seu sigilo fiscal, ao contrário dos ocupantes de cargos e empregos públicos, os quais possuem seu contracheque publicados mensalmente. Por fim, a movimentação de navios varia muito entre os portos, havendo aqueles com poucos navios manobrados durante um mês inteiro, o que faz com que os práticos daquela zona de praticagem recebam valores bem inferiores aos pagos em outros portos. Em casos extremos, pode haver a extinção da zona de praticagem e remanejamento de práticos. Há práticos que abandonam a profissão quando a razão entre os riscos e o retorno financeiro se torna desvantajosa. 

## Praticante de prático
O praticante de prático é o profissional aquaviário não tripulante aspirante à categoria de Prático, selecionado por meio de processo seletivo de prova, títulos e avaliação prático-oral, portador do certificado de habilitação de Praticante de Prático para uma determinada Zona de Praticagem.

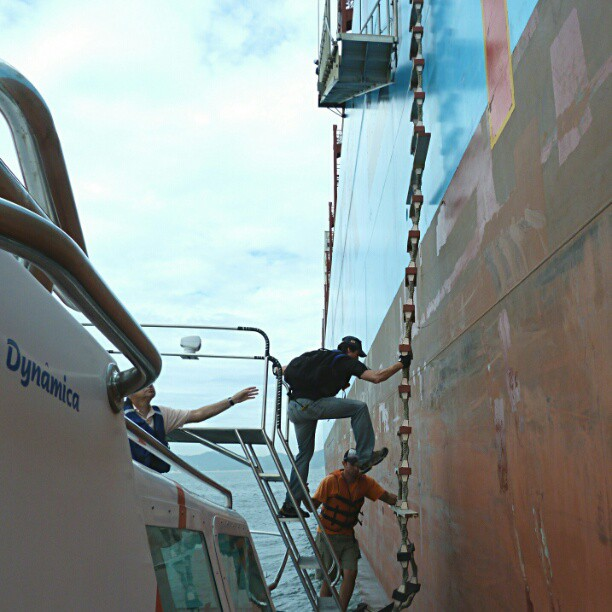
Transbordo do Prático

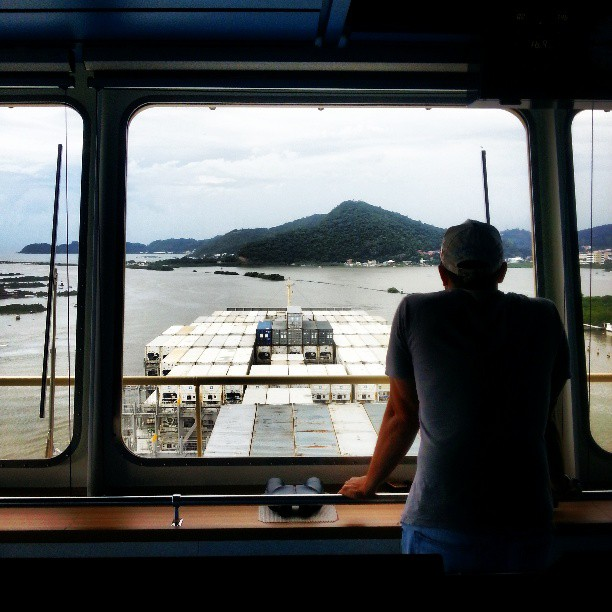
Prático mantendo vigilância

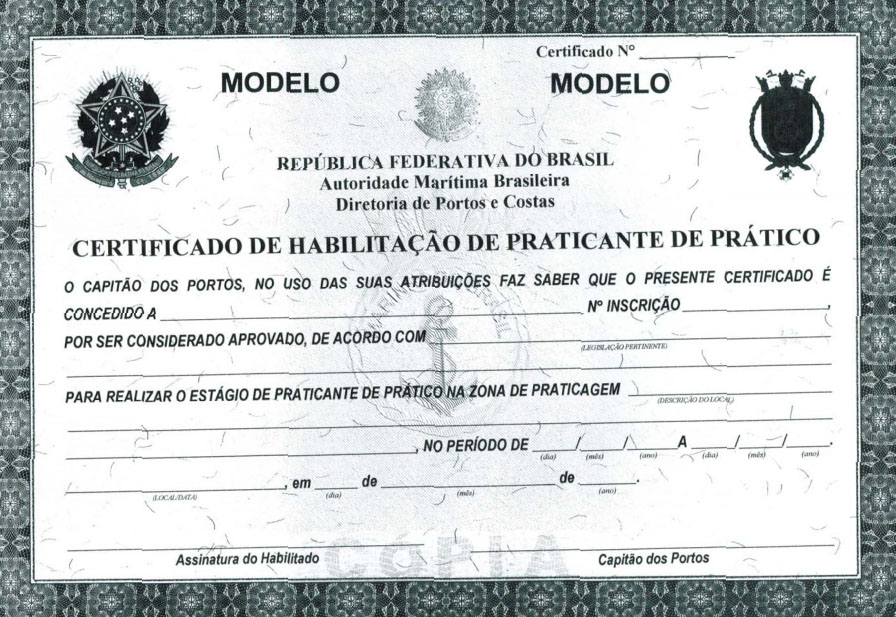
Certificado de Praticante de Prático

O prático é o profissional responsável por assessorar os comandantes das embarcações que demandem aquela área geográfica estabelecida pela autoridade marítima tendo em vista as peculiaridades locais que dificultem a livre e segura movimentação da embarcação, exigindo a constituição e funcionamento ininterrupto de serviços de praticagem para aquela área.

### Requisitos
Desde 1808, quando foi implantado o primeiro serviço de praticagem organizado no Brasil, os requisitos e critérios de avaliação para ingresso na profissão passaram por diversos estágios como: saber ler, escrever e contar; ser filho de prático ou gente do mar; provas de português, matemática, física e geografia; conclusão do 2º grau; e desempate por sorte.
Atualmente o candidato à categoria de Praticante de Prático deve ter idade mínima de 18 anos, ser brasileiro, possuir curso de graduação oficialmente reconhecido pelo MEC e ser aquaviário de nível igual ou superior a quatro ou Prático ou Praticante de Prático ou pertencer ao grupo de Amadores no mínimo na categoria de Mestre-Amador, seguindo as diretrizes para padronização brasileira estabelecidas a partir do ano de 2000 quando foram publicadas as primeiras Normas da Autoridade Marítima para o Serviço de Praticagem (NORMAM 311).

### Processo seletivo
O processo seletivo é constituído de uma prova escrita, podendo conter questões na língua inglesa, versando sobre manobrabilidade do navio, arte naval, navegação em águas restritas, legislação, comunicações, meteorologia e oceanografia; exames médicos; teste de suficiência física; pontuação por meio de títulos das comprovadas qualificação e experiência profissionais do candidato no exercício da atividade marítima; e avaliação prático-oral realizada em simulador de manobra.

### Treinamento
O candidato selecionado será convocado para apresentar-se na capitania/delegacia/agência com jurisdição sobre a Zona de Praticagem para onde foi distribuído, com a finalidade de receber o Certificado de Habilitação de Praticante de Prático e iniciar o programa de treinamento denominado Programa de Qualificação do Praticante de Prático que constitui-se de acompanhar manobras a bordo de rebocadores, acompanhar e observar manobras de entrada e saída de porto e executar manobras de entrada e saída de porto acompanhado por um prático habilitado. O prazo para a conclusão do Programa de Qualificação será de pelo menos 12 meses, tendo em vista a necessidade do Praticante de Prático treinar durante todas as estações do ano.
As Entidades de Praticagem, por meio de seus componentes, em especial os Práticos, terão a responsabilidade de transmitir aos Praticantes de Prático todo o conhecimento técnico que possuem.
O Programa de Qualificação estará encerrado com a obtenção pelo Praticante de Prático de avaliação satisfatória por parte da Entidade de Praticagem que o ministrou, quando o mesmo deverá requerer formalmente ao Capitão dos Portos com jurisdição sobre a Zona de Praticagem a realização de Exame de Habilitação para Prático, realizado a bordo de embarcação por meio da avaliação de uma ou mais fainas de praticagem.